# Molengat (Schiff)
Die Molengat war eine Doppelendfähre der niederländischen Reederei Texels Eigen Stoomboot Onderneming (TESO).

## Geschichte
Aufgrund des zunehmenden Tourismus auf der Insel Texel kam es in den 1970er Jahren insbesondere in der Saison zu immer längeren Wartezeiten an den Fähranlegern. Eine Erhöhung der Abfahrtsfrequenz durch ein weiteres Schiff, bisher pendelten hier die beiden in den 1960er Jahren gebauten Fähren Marsdiep und Texelstroom, zwischen den Häfen in Den Helder und ’t Horntje, war aus logistischen Gründen nicht möglich. Der damalige TESO-Geschäftsführer Theo Hoogerheide schlug daher vor, ein Fährschiff mit zwei übereinander liegenden Fahrzeugdecks bauen zu lassen. Als Vorbild dienten die in der Provinz Zeeland über der Schelde zwischen Vlissingen und Breskens eingesetzten Doppelstockfähren. Trotz Protesten wurde der Vorschlag umgesetzt und das Bureau voor Scheepsbouw in Bloemendaal – das auch die über die Schelde verkehrenden Fähren entworfen hatte – beauftragt, ein solches Fährschiff für den Fährverkehr nach Texel zu entwerfen.
Der Bauvertrag für das Schiff wurde am 17. Juli 1978 geschlossen. Das Schiff wurde unter der Baunummer 972 auf der Werft Verolme Scheepswerf in Heusden gebaut. Die Kiellegung fand am 17. April, der Stapellauf am 15. Dezember 1979 statt. Die Schiffstaufe fand am Tag des Stapellaufs statt. Taufpatin war Thea Hoogerheide-Lips, die Frau des Geschäftsführers der Texels Eigen Stoomboot Onderneming. Der Bau des Schiffes kostete rund 37 Mio. Gulden.
Das Schiff wurde bei Verolme Scheepswerf nur soweit gebaut, dass es noch unter den unterhalb der Werft liegenden Brücken hindurchpasste. Der Rumpf wurde nach IJsselmonde geschleppt, wo weitere Decksaufbauten auf den Rumpf aufgesetzt und das Schiff fertiggestellt wurden. Am 19. Juni 1980 wurde es an TESO abgeliefert.
Die Molengat verkehrte am 29. August 1980 zum ersten Mal zwischen Den Helder und ’t Horntje. Zunächst konnte nur das untere Fahrzeugdeck genutzt werden, da sich die nötigen Anpassungen der Infrastruktur und der Bau neuer Verladerampen in den Häfen Den Helder und ’t Horntje aufgrund von Protesten um Jahre verzögerte. Die neuen Verladerampen wurden 1986 von Rijkswaterstaat, einer Behörde des damaligen Ministerie van Verkeer en Waterstaat, für rund 29 Mio. Gulden gebaut und konnten erst ab dem 26. Juni 1986 genutzt werden.
Mit der Indienststellung der Molengat wurden die beiden kleineren Fähren Marsdiep und Texelstroom von der Strecke abgezogen und dienten fortan noch als Ersatzschiffe und zur Unterstützung bei hohem Verkehrsaufkommen.
Im Februar 1991 wurde die Molengat durch die neue und etwas größere Schulpengat ersetzt, blieb aber ihrerseits nun noch als Ersatzschiff und zur Unterstützung bei hohem Verkehrsaufkommen im Dienst. Nach der Indienststellung der Dokter Wagemaker im September 2005 wurde die Molengat außer Dienst gestellt und später verkauft.
Das Schiff war nach dem Molengat, einem Seegatt zwischen Den Helder und der Insel Texel, benannt.

## Technische Daten und Ausstattung
Der Antrieb des Schiffes erfolgte dieselelektrisch durch zwei Voith-Schneider-Propeller, die von vier Elektromotoren mit jeweils 1000 kW Leistung angetrieben wurden. Für die Stromerzeugung standen sechs Generatoren zur Verfügung, die von Achtzylinder-Dieselmotoren des Herstellers MaK mit jeweils 883 kW Leistung angetrieben wurden.
Das Schiff verfügte über zwei Fahrzeugdecks, auf denen insgesamt 1656 m² zur Verfügung standen, 837 m² auf dem unteren und 819 m² auf dem oberen Fahrzeugdeck. Die beiden Fahrzeugdecks bestanden aus einem mittleren Bereich mit jeweils vier Pkw-Fahrspuren sowie einer seitlichen Fahrspur auf jeder Seite der Fähre. Insgesamt konnten 190 Pkw befördert werden, 100 auf dem unteren und 90 auf dem oberen Fahrzeugdeck. Auf dem unteren Fahrzeugdeck konnten auch 19 Lkw befördert werden. Hierfür standen 586 m² zur Verfügung. Die seitlichen Fahrspuren waren aus Gewichtsgründen zur Wasserseite offen bzw. nur teilweise geschlossen.
Oberhalb der Fahrzeugdecks befand sich ein Deck mit den Einrichtungen für die Passagiere sowie an beiden Enden jeweils ein darüber angeordnetes Ruderhaus. Die Passagierkapazität des Schiffes betrug 1250 Personen.

## Verbleib des Schiffes
Die Fähre wurde Anfang 2008 an eine indische Reederei verkauft, die das Schiff in Singapur aufwendig zu einem Offshore-Versorger und Flotel umbauen ließ. Das Schiff ist unter dem Namen Halani 1 unter der Flagge von St. Vincent und den Grenadinen in Fahrt. Es wird von Halani Shipping in Mumbai bereedert. 2019 wurde das Schiff in Alan umbenannt und unter der Flagge von Gabun in Indien zum Abbruch gestrandet.